# Київське Полісся

Київське Полісся як фізико-географічна область Українського Полісся.

Київське Полісся — фізико-географічна область, частина Українського Полісся,  природна область Поліської (мішанолісової) фізико-географічної провінції. Розташоване на сході Поліської низовини, у межах Київської і частково Житомирської областей України. Його східною межею є р. Дніпро з Київським водосховищем. 
У геоструктурному відношенні область пов'язана зі схилом Українського щита до Дніпровсько-Донецької западини. Фундамент Українського щита занурений на глибину 300-400 м, на ньому залягають породи крейдового, палеогенового, неогенового та антропогенового періодів.
Територія області була охоплена Дніпровським зледенінням, у геоморфологічному відношенні — моренно-горбиста рівнина. Київське Полісся перетинають річки, які впадають у Дніпро та його найповноводнішу притоку Прип’ять.
Безморозний період триває близько 165 днів. За рік у середньому буває 550-620 мм опадів.
У ландшафтній структурі основними є природні комплекси піщаних та річкових піщаних рівнин, на яких розвинулись дерново-підзолисті ґрунти, соснові та дубово-соснові ліси. В південній частині Київського Полісся поширені моренно-піщані рівнини з дерново-середньопідзолистими ґрунтами, зайнятими тепер сільськогосподарськими угіддями.
Природні умови Київського Полісся сприятливі для сільсько- і лісогосподарського використання, організації рекреації, природоохоронних об'єктів. Частину території вилучено з господарського обігу в зв'язку з радіаційним забрудненням внаслідок катастрофи на Чорнобильській АЕС.